# 小作料統制令
小作料統制令（こさくりょうとうせいれい、昭和14年12月6日勅令第823号）は、1939年12月6日に国家総動員法第19条に基づいて制定された勅令。同年12月11日に施行された。

## 概要
第二次世界大戦開戦直後の1939年9月18日に出された俗にいう「九・一八停止令」（「賃金統制令」・「価格等統制令」）を小作料に対しても適用したものである。
小作料の料額・種別を1939年9月18日現在のものに固定し、変更には地方長官（知事）の許可を要すること、農地委員会が地主・小作人双方の同意を得て適正な小作条件を決定し、また地方長官が不適正な小作条件の是正を命じる権限を持つことが定められた。
しかし、不適正な小作条件（小作料の水準）の具体的な水準が定められなかったこと、物納と金納の間の換算（小作条件上の納付形態と実際の小作料納付形態が異なる場合の換算方法）の規制が設けられなかったこと、そして小作条件の是正の発動自体が例外的で、ほとんどの場合小作料の現状維持を容認されていたため、実質的にはほとんど影響はなかった。
とはいえ、明治以来ほとんど規制が行われてこなかった小作制度の根幹にメスが入った初めての例であり、戦時経済を名分として翌年の米穀管理規則などの地主に対する国家の統制が実施される先がけとなった。
1945年12月29日、農地改革実施の前提となる農地調整法の改正に伴って廃止された。